# Wilkeson

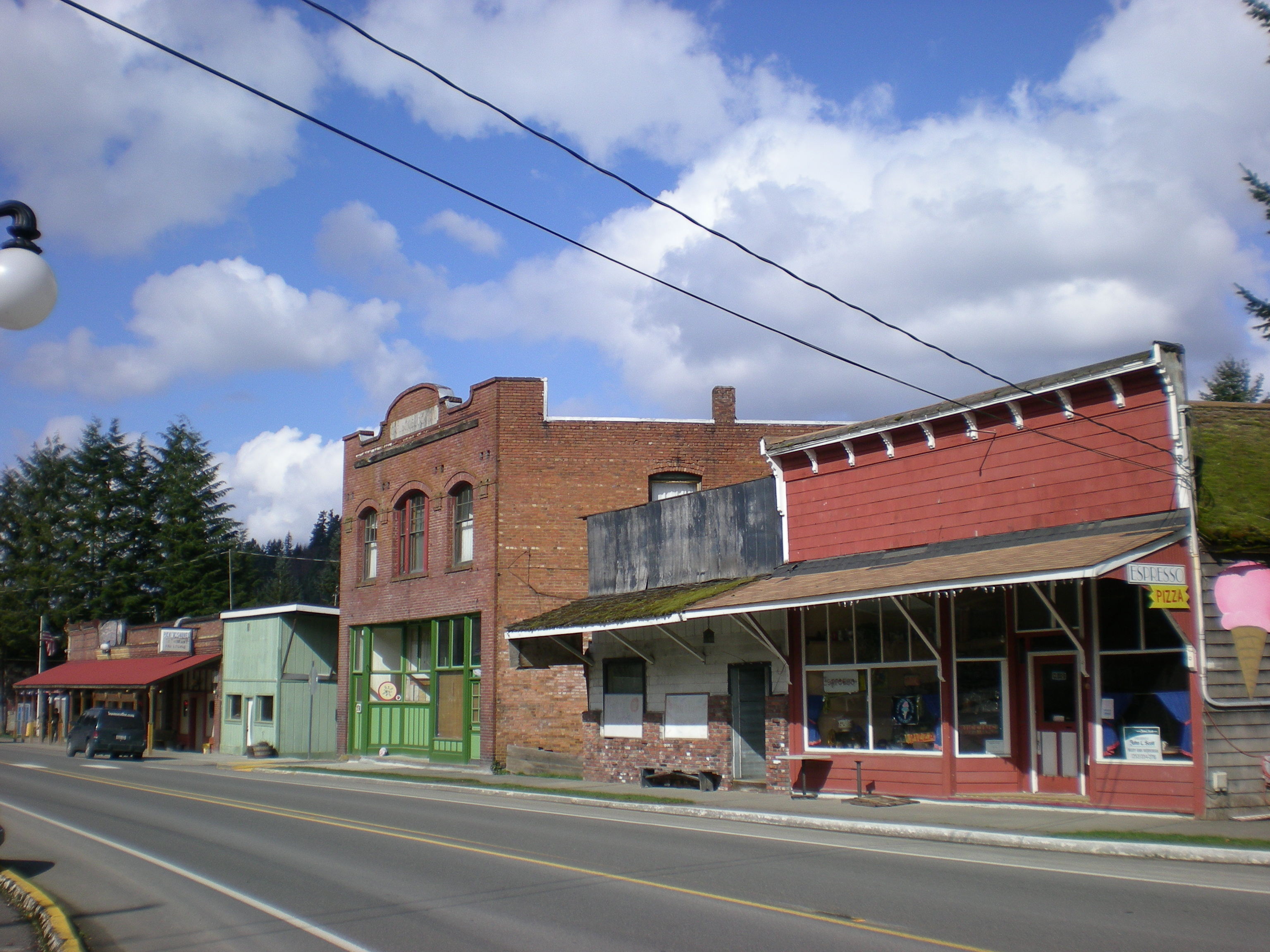
Wilkeson

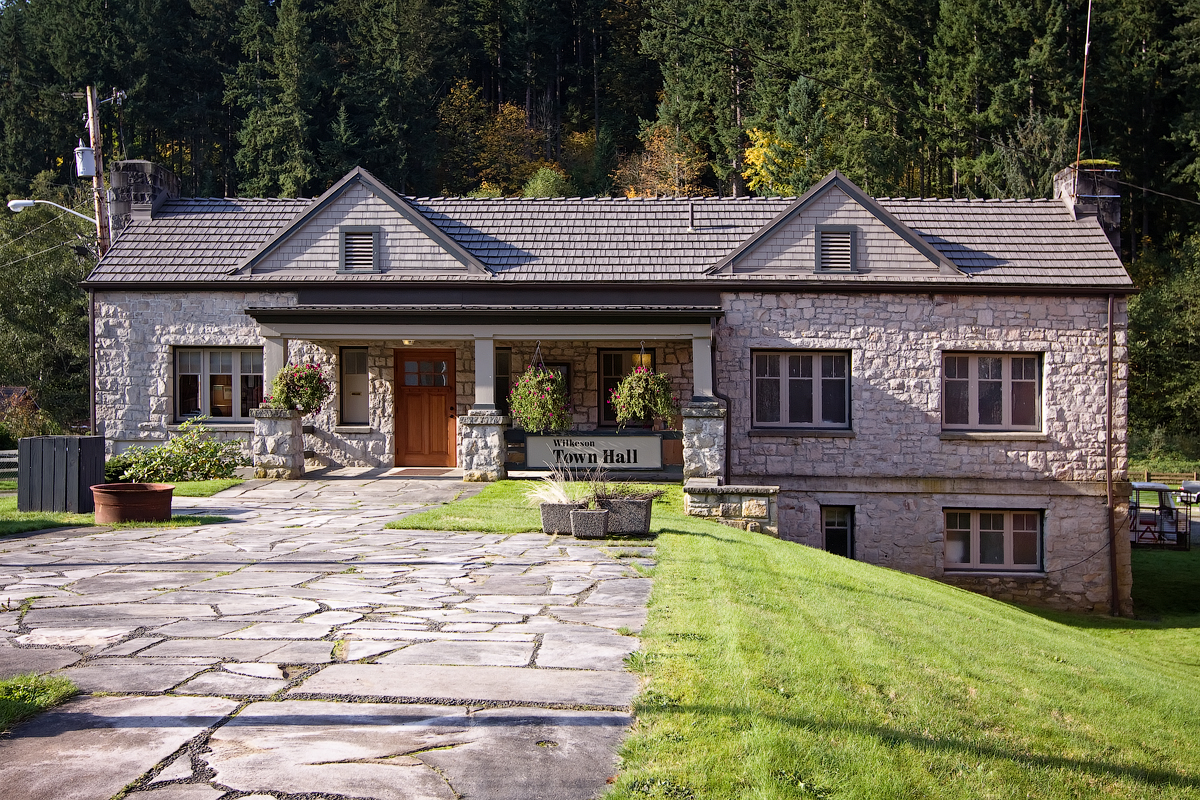
Ratusz w Wilkeson

Wilkeson – miasto w Stanach Zjednoczonych, w stanie Waszyngton, w hrabstwie Pierce.